# Liste der Baudenkmäler in Fürstenzell
Auf dieser Seite sind die Baudenkmäler in dem niederbayerischen Markt Fürstenzell zusammengestellt. Diese Tabelle ist eine Teilliste der Liste der Baudenkmäler in Bayern. Grundlage ist die Bayerische Denkmalliste, die auf Basis des Bayerischen Denkmalschutzgesetzes vom 1. Oktober 1973 erstmals erstellt wurde und seither durch das Bayerische Landesamt für Denkmalpflege geführt wird. Die folgenden Angaben ersetzen nicht die rechtsverbindliche Auskunft der Denkmalschutzbehörde.

## Ensembles

### Ensemble Ortskern Unterirsham
Das Ensemble umfasst das kleine Haufendorf Unter- oder Niederirsham mit seinen acht dicht zusammengedrängten und im Wesentlichen den drei Achsen einer Weggabelung zugeordneten mittleren und kleinen bäuerlichen Anwesen und dem ehemaligen Mesnerhaus. Der Ort bildete mit dem in der Nähe gelegenen Edelsitz Hirschstein, der bereits im Mittelalter zerstört wurde, eine Hofmark, die 1384 von der benachbarten Abtei Fürstenzell erworben wurde. Dabei verlor Irsham den Rang als Niedergerichtsbezirk, war aber bis zum Abbruch seiner Kirche 1812 Pfarrort für die Fürstenzeller Klosteruntertanen. Während das Mesnerhaus noch an diese Funktion des Ortes erinnert, kann von der Kirche nur noch die ehemalige Lage am Platz des Wirtsstadels angegeben werden; ihre Wetterfahne hat sich auf der Scheune des Hofes Nr. 55 bewahrt. - Bei den Bauernhöfen handelt es sich um Mehrfirstanlagen des 18. und 19. Jahrhunderts, die meist vierseitig geschlossen sind. Die Wohn- und Wirtschaftsgebäude sind in Blockbauweise errichtet oder es handelt sich um massive Putz- oder unverputzte Backsteinbauten; das Dorf zeigt somit einen hervorragend anschaulichen Querschnitt durch das bäuerliche Bauen vom frühen 18. bis zum späten 19. Jahrhundert Haus Nummer 59 ist zugleich Gasthaus und zeichnet sich durch ein Schopfwalmdach aus, beim Anwesen Nr. 52 sind der biedermeierliche Stuck am Wohnhaus und die beiden hölzernen Stadel des 18. Jahrhunderts mit Traid- und Tennkästen besonders bemerkenswert. Anwesen Nr. 65 besitzt einen verhältnismäßig alten Traidkasten, Nr. 67 charakteristische Backstein-Wirtschaftsgebäude des späteren 19. Jahrhunderts. Aktennummer: E-2-75-122-1.

## Baudenkmäler nach Ortsteilen

### Fürstenzell
| Lage                              | Objekt                                   | Beschreibung | Akten-Nr.              | Bild                                     |
| --------------------------------- | ---------------------------------------- | --- | ---------------------- | ---------------------------------------- |
| Aivoglweg 30 (Standort)           | Bauernhaus des Vierseithofes             | Bauernhaus des Vierseithofes, mit Flachdach, überwiegend Blockbau, bezeichnet 1777. | D-2-75-122-46 Wikidata | BW                                       |
| Hofgasse 4 (Standort)             | Zugehöriger Gartenpavillon               | Zugehöriger Gartenpavillon (Salettl), mit Mansardwalmdach, 18. Jahrhundert, verändert im 19. Jahrhundert | D-2-75-122-2 Wikidata  | Zugehöriger Gartenpavillon               |
| Marienplatz 10, 12, 14 (Standort) | Ehemalige Zisterzienserabtei             | Ehemalige Zisterzienserabtei; mit Ausstattung. Dreiflügelanlage, südlich an die Kirche angeschlossen; Westflügel (Prälatur), dreigeschossig, mit erhöhtem Mitteltrakt, mit barockem Festsaal, Wohn- und Gasträumen, um 1770; Südflügel (Refektorium), mit barockem Saal, um 1770; Ostflügel (Konventflügel), mit barockem Stiegenhaus, 1674/87; Kirchengang, an der Südseite der Kirche, Ende 18. Jahrhundert; Bibliotheksflügel (Südteil des Osttrakts), mit reicher Rokoko-Ausstattung (Südflügel modern 1951). | D-2-75-122-5 Wikidata  | weitere Bilder                           |
| Marienplatz 16 (Standort)         | Ehemalige Zisterzienser-Abteikirche      | Ehemalige Zisterzienser-Abteikirche, jetzt katholische Pfarrkirche Mariä Himmelfahrt, barocker Wandpfeilerbau mit eingezogenem Chor und westlicher Doppelturmfassade, im Wesentlichen 1739–45 von Johann Michael Fischer erbaut; mit Ausstattung. | D-2-75-122-5 Wikidata  | weitere Bilder                           |
| Passauer Straße 4 (Standort)      | Ehemalige Portenkapelle St. Margareth    | Ehemalige Portenkapelle St. Margareth, erhaltener Chor 1490, Erneuerung 2. Hälfte 18. Jahrhundert, profaniert 1803. | D-2-75-122-7 Wikidata  | weitere Bilder                           |
| Mühlsteg 11 (Standort)            | Wohnhaus                                 | Wohnhaus, stattlicher Bau mit Schopfwalmdach, 18. Jahrhundert | D-2-75-122-8 Wikidata  | BW                                       |
| Ortenburger Straße 5 (Standort)   | Zugehöriger obergeschossiger Traidkasten | Zugehöriger obergeschossiger Traidkasten, wohl Anfang 19. Jahrhundert | D-2-75-122-9 Wikidata  | Zugehöriger obergeschossiger Traidkasten |
| Ortenburger Straße 10 (Standort)  | Kleinbauernhaus                          | Kleinbauernhaus, mit Steilsatteldach, vorkragendem Holzgiebel und Schrot, Obergeschoss verputzter Blockbau, 1. Drittel 19. Jahrhundert | D-2-75-122-10 Wikidata | Kleinbauernhaus                          |

### Altenmarkt
| Lage                     | Objekt    | Beschreibung                                                                                              | Akten-Nr.              | Bild |
| ------------------------ | --------- | --- | ---------------------- | ---- |
| Altenmarkt 30 (Standort) | Forsthaus | Forsthaus, Obergeschoss verschindelter bzw. verschieferter Blockbau mit Schopfwalm, 1763, erweitert 1788. | D-2-75-122-12 Wikidata | BW   |

### Aspertsham
| Lage                     | Objekt  | Beschreibung | Akten-Nr.              | Bild           |
| ------------------------ | ------- | --- | ---------------------- | -------------- |
| Aspertsham 57 (Standort) | Bahnhof | Bahnhof Fürstenzell (in Aspertsham); vierteilige Anlage, bestehend aus Empfangsgebäude mit angebautem Wartesaal, Güterabfertigung und Aborten, Bruchsteinbauten mit ziegelgerahmten Stichbogenfenstern, 1887/88. | D-2-75-122-13 Wikidata | weitere Bilder |

### Aumühle
| Lage                 | Objekt                   | Beschreibung                                                                                  | Akten-Nr.              | Bild |
| -------------------- | ------------------------ | --------------------------------------------------------------------------------------------- | ---------------------- | ---- |
| Aumühle 1 (Standort) | Hauptgebäude der Aumühle | Hauptgebäude der Aumühle; Massivbau mit Flachdach, Hochlaube und kleinem Schrot, erbaut 1774. | D-2-75-122-14 Wikidata | BW   |

### Ausham
| Lage                | Objekt                     | Beschreibung                                                                                            | Akten-Nr.              | Bild |
| ------------------- | -------------------------- | --- | ---------------------- | ---- |
| Ausham 3 (Standort) | Wohnhaus des Vierseithofes | Wohnhaus des Vierseithofes, mit Blockbau-Obergeschoss, Ende 18. Jahrhundert, Dach später.               | D-2-75-122-16 Wikidata | BW   |
| Ausham 7 (Standort) | Wohnhaus des Vierseithofes | Wohnhaus des Vierseithofes, mit Blockbau-Obergeschoss, im Kern 1. Drittel 19. Jahrhundert, Dach später. | D-2-75-122-19 Wikidata | BW   |

### Bad Höhenstadt
| Lage                                              | Objekt                        | Beschreibung | Akten-Nr.              | Bild               |
| ------------------------------------------------- | ----------------------------- | --- | ---------------------- | ------------------ |
| Bad Höhenstadt 19; Bad Höhenstadt 21 (Standort)   | Pfarrkirche Mariä Himmelfahrt | spätgotischer Bau der 2. Hälfte des 15. Jahrhunderts; mit Ausstattung, südlich am Chor Rumpf eines älteren Chorturmes, Turmoberteil 1731, südlich am Chor zweiteilige Seitenkapelle; Friedhofsmauer, in der Anlage spätmittelalterlich. | D-2-75-122-20 Wikidata | weitere Bilder     |
| Bad Höhenstadt 27 (Standort)                      | Pfarrhaus                     | Pfarrhaus, mit Walmdach, 18./19. Jahrhundert | D-2-75-122-22 Wikidata | BW                 |
| Bad Höhenstadt 123 (Standort)                     | Ehemaliges Kurhaus            | Ehemaliges Kurhaus, jetzt Altenheim, klassizistisch-neuromanischer Baukomplex, modern überarbeitet, 1841 von Leo von Klenze. | D-2-75-122-21 Wikidata | Ehemaliges Kurhaus |
| Auwiesen; an der Straße nach Griesbach (Standort) | Kapellenbildstock             | Gequadertes Satteldachgehäuse mit Vordach auf Wandstützen, neugotisch, Ende 19. Jahrhundert | D-2-75-122-23 Wikidata | BW                 |

### Engertsham
| Lage                                               | Objekt                        | Beschreibung | Akten-Nr.              | Bild                          |
| -------------------------------------------------- | ----------------------------- | --- | ---------------------- | ----------------------------- |
| Kirchenstraße 17 (Standort)                        | Pfarrkirche St. Michael       | Katholische Pfarrkirche St. Michael, Saalkirche mit eingezogenem Polygonalchor, Chorflankenturm, Vorzeichen und zweigeschossiger Sakristei unter Schleppdach, die nordöstliche Langseite mit Strebepfeilern, spätgotisch, Mitte 15. Jahrhundert, unter Verwendung des älteren Turms, Turmobergeschoss 1754; mit Ausstattung. | D-2-75-122-24 Wikidata | weitere Bilder                |
| Kirchenstraße 17 (Standort)                        | Katholische Kapelle St. Maria | kleiner spätgotischer Gewölbebau, Mitte 15. Jahrhundert; mit Ausstattung. In der aktuellen Denkmalliste nicht aufgeführt. | D-2-75-122-24 Wikidata | Katholische Kapelle St. Maria |
| Raiffeisenstraße 22 (Standort)                     | Bahnhof Engertsham            | Bahnhof Engertsham; kleiner Bruchsteinbau mit Halbwalmdach, die stichbogigen Wandöffnungen in rot gefassten Backsteinrahmungen, 1887. | D-2-75-122-27 Wikidata | weitere Bilder                |
| Sulzbachstraße (Standort)                          | Kriegerdenkmal                | Kriegerdenkmal für 1914–18 und 1939–45, stehender Soldat auf gestuftem Sockel mit Inschriften, 1925–30 | D-2-75-122-109         | BW                            |
| Sulzbachstraße (an der Sulzbach-Brücke) (Standort) | Kapelle                       | 1. Drittel 18. Jahrhundert; mit Ausstattung. | D-2-75-122-26 Wikidata | Kapelle                       |

### Fünfeichen
| Lage                    | Objekt                     | Beschreibung | Akten-Nr.              | Bild |
| ----------------------- | -------------------------- | --- | ---------------------- | ---- |
| Fünfeichen 7 (Standort) | Wohnhaus des Dreiseithofes | Wohnhaus des Dreiseithofes, mit Blockbau-Obergeschoss, 1. Hälfte 19. Jahrhundert; geständerter Traidkasten über Remise, gleichzeitig. | D-2-75-122-28 Wikidata | BW   |

### Geiselberg
| Lage                    | Objekt                                      | Beschreibung                                                            | Akten-Nr.              | Bild |
| ----------------------- | ------------------------------------------- | ----------------------------------------------------------------------- | ---------------------- | ---- |
| Geiselberg 3 (Standort) | Zugehöriger großer geständerter Traidkasten | Zugehöriger großer geständerter Traidkasten, 1. Drittel 19. Jahrhundert | D-2-75-122-29 Wikidata | BW   |

### Gföhret
| Lage                  | Objekt                       | Beschreibung                                                                                 | Akten-Nr.              | Bild |
| --------------------- | ---------------------------- | -------------------------------------------------------------------------------------------- | ---------------------- | ---- |
| Gföhret 45 (Standort) | Kleinbauernhaus              | Kleinbauernhaus, teilverputzter Blockbau, Ende 18. Jahrhundert                               | D-2-75-122-32 Wikidata | BW   |
| Gföhret 50 (Standort) | Bauernhaus des Dreiseithofes | Bauernhaus des Dreiseithofes, mit Flachdach und Blockbau-Obergeschoss, bezeichnet 1794/1798. | D-2-75-122-62 Wikidata | BW   |

### Gründobl
| Lage                  | Objekt                       | Beschreibung                                                                      | Akten-Nr.              | Bild |
| --------------------- | ---------------------------- | --------------------------------------------------------------------------------- | ---------------------- | ---- |
| Gründobl 1 (Standort) | Gründerzeitvilla mit Eckturm | Gründerzeitvilla mit Eckturm, Loggia und reicher Fassadengliederung, erbaut 1898. | D-2-75-122-33 Wikidata | BW   |

### Gurlarn
| Lage                  | Objekt                                     | Beschreibung | Akten-Nr.              | Bild |
| --------------------- | ------------------------------------------ | --- | ---------------------- | ---- |
| Gurlarn 2 (Standort)  | Villa                                      | Villa mit Zwerchgiebel, Balkon und Stuckdekor in spätgründerzeitlichem Stil, Ende 19. Jahrhundert                                                     | D-2-75-122-35 Wikidata | BW   |
| Gurlarn 10 (Standort) | Wohnhaus des Vierseithofes                 | Wohnhaus des Vierseithofes, teilverschindelter Blockbau, 1. Hälfte 19. Jahrhundert, Dach später; Querflügel mit Traidkasten und Schrot, gleichzeitig. | D-2-75-122-36 Wikidata | BW   |
| Gurlarn 20 (Standort) | Blockbau eines geschlossenen Vierseithofes | Blockbau eines geschlossenen Vierseithofes, mit Flachdach und Schrot, Ende 18. Jahrhundert                                                            | D-2-75-122-38 Wikidata | BW   |

### Hafering
| Lage                  | Objekt  | Beschreibung                                                                            | Akten-Nr.              | Bild |
| --------------------- | ------- | --------------------------------------------------------------------------------------- | ---------------------- | ---- |
| Hafering 1 (Standort) | Kapelle | Hofkapelle, Satteldachbau mit Vorzeichen, Giebeldachreiter und Schieferdeckung, um 1900 | D-2-75-122-40 Wikidata | BW   |

### Haunreut
| Lage                  | Objekt                                   | Beschreibung                                                        | Akten-Nr.              | Bild |
| --------------------- | ---------------------------------------- | ------------------------------------------------------------------- | ---------------------- | ---- |
| Haunreut 9 (Standort) | Zugehöriger obergeschossiger Traidkasten | Zugehöriger obergeschossiger Traidkasten, 1. Hälfte 19. Jahrhundert | D-2-75-122-43 Wikidata | BW   |

### Heiligenbrunn
| Lage                     | Objekt                          | Beschreibung | Akten-Nr.              | Bild           |
| ------------------------ | ------------------------------- | --- | ---------------------- | -------------- |
| Heiligenbrunn (Standort) | Wallfahrtskapelle Heiligenbrunn | Wallfahrtsort seit etwa 1600, offener ellipsoider Bau mit kleinem Glockturm, Bruchstein, 1964 von Baumeister Brunner, Fürstenzell; mit Ausstattung; Quellfassung mit Marienfigur, gleichzeitig. Nicht nachqualifiziert, im Bayerischen Denkmal–Atlas nicht kartiert | D-2-75-122-58 Wikidata | weitere Bilder |

### Hofmark
| Lage                  | Objekt                     | Beschreibung | Akten-Nr.              | Bild |
| --------------------- | -------------------------- | --- | ---------------------- | ---- |
| Hofmark 32 (Standort) | Wohnhaus des Vierseithofes | Wohnhaus des Vierseithofes, im Rottaler Typus, Blockbau mit Flachdach, Giebelschroten mit geschnitzten Säulen und bemalten Details, bezeichnet 1772. | D-2-75-122-45 Wikidata | BW   |

### Hörbertsham
| Lage                     | Objekt      | Beschreibung                                                        | Akten-Nr.              | Bild |
| ------------------------ | ----------- | ------------------------------------------------------------------- | ---------------------- | ---- |
| Hörbertsham 3 (Standort) | Vierseithof | Bauernhaus, teilverschindelter Blockbau, 2. Viertel 19. Jahrhundert | D-2-75-122-44 Wikidata | BW   |

### Irsham
| Lage                 | Objekt                     | Beschreibung | Akten-Nr.              | Bild |
| -------------------- | -------------------------- | --- | ---------------------- | ---- |
| Irsham 51 (Standort) | Wohnhaus des Vierseithofes | Wohnhaus des Vierseithofes, teilweise verschalt, mit Blockbau-Obergeschoss und Flachdach, im Kern 1. Hälfte 18. Jahrhundert | D-2-75-122-49 Wikidata | BW   |
| Irsham 52 (Standort) | Vierseithof                | Vierseithof; Wohnhaus, massiv, mit reicher Stuckgliederung, Giebelschroten und bemalten Balkenköpfen, bezeichnet 1846; altertümlicher Stadel mit Tennkasten, 18. Jahrhundert; Ostflügel mit Traidkasten von 1723 (geständert) und Durchfahrt mit Sturzprofil. | D-2-75-122-50 Wikidata | BW   |
| Irsham 55 (Standort) | Traidkasten                | Zugehöriger malerischer Traidkasten mit Längsschrot, nach außen Massivbau mit Schopfwalm, 1. Drittel 19. Jahrhundert | D-2-75-122-51 Wikidata | BW   |
| Irsham 59 (Standort) | Gastwirtschaft             | Gastwirtschaft, mit Schopfwalmdach, hofseits Blockbauoberteil und Giebelschrot, Anfang 19. Jahrhundert | D-2-75-122-52 Wikidata | BW   |
| Irsham 63 (Standort) | Bauernhaus                 | Bauernhaus, mit Flachdach und Putzgliederung, Mitte 19. Jahrhundert | D-2-75-122-54 Wikidata | BW   |
| Irsham 65 (Standort) | Kleinbauernhaus            | Kleinbauernhaus, mit Blockbau-Obergeschoss, 18./19. Jahrhundert; kleiner obergeschossiger Traidkasten, bezeichnet 1721. | D-2-75-122-55 Wikidata | BW   |
| Irsham 67 (Standort) | Zugehöriger Westflügel     | Zugehöriger Westflügel (Stadel), mit Hoftor und Schopfwalm, innen Schrot, unverputzter Backstein, Mitte 19. Jahrhundert | D-2-75-122-56 Wikidata | BW   |

### Jägerwirth
| Lage                           | Objekt                               | Beschreibung | Akten-Nr.              | Bild        |
| ------------------------------ | ------------------------------------ | --- | ---------------------- | ----------- |
| Jägerwirth 36 (Standort)       | Pfarrkirche                          | Kath. Pfarrkirche Hl. Familie, Saalbau mit eingezogenem Polygonalchor und Flankenturm, neugotisch, 1902/03; mit Ausstattung. | D-2-75-122-57 Wikidata | Pfarrkirche |
| Jägerwirth 263, 264 (Standort) | Zugehöriger geständerter Traidkasten | Zugehöriger geständerter Traidkasten, 1. Drittel 19. Jahrhundert                                                             | D-2-75-122-41 Wikidata | BW          |

### Kemating bei Bad Höhenstadt
| Lage                                     | Objekt                  | Beschreibung                                                                     | Akten-Nr.              | Bild |
| ---------------------------------------- | ----------------------- | -------------------------------------------------------------------------------- | ---------------------- | ---- |
| Kemating bei Bad Höhenstadt 1 (Standort) | Zugehöriger Traidkasten | Zugehöriger Traidkasten im Ostflügel, mit Längsschrot, 1. Hälfte 19. Jahrhundert | D-2-75-122-60 Wikidata | BW   |

### Kemating bei Voglarn
| Lage                              | Objekt     | Beschreibung                                                                                      | Akten-Nr.              | Bild |
| --------------------------------- | ---------- | ------------------------------------------------------------------------------------------------- | ---------------------- | ---- |
| Kemating bei Voglarn 3 (Standort) | Hofkapelle | Polygonal schließender Gewölbebau mit Satteldach, neugotisch, 2. Hälfte 19. Jh.; mit Ausstattung. | D-2-75-122-61 Wikidata | BW   |

### Kleingern
| Lage                    | Objekt      | Beschreibung                                                                | Akten-Nr.              | Bild |
| ----------------------- | ----------- | --------------------------------------------------------------------------- | ---------------------- | ---- |
| Kleingern 11 (Standort) | Einfirsthof | Einfirsthof, Blockbau mit Mittertenne, Anfang 19. Jahrhundert, Dach später. | D-2-75-122-63 Wikidata | BW   |
| Kleingern 67 (Standort) | Bauernhaus  | Bauernhaus, Blockbau mit Flachdach und Giebelschroten, bezeichnet 1824.     | D-2-75-122-64 Wikidata | BW   |

### Kühloh
| Lage                | Objekt      | Beschreibung                                                                        | Akten-Nr.              | Bild |
| ------------------- | ----------- | ----------------------------------------------------------------------------------- | ---------------------- | ---- |
| Kühloh 7 (Standort) | Traidkasten | Zugehöriger obergeschossiger Traidkasten mit Traufschrot, 1. Hälfte 19. Jahrhundert | D-2-75-122-68 Wikidata | BW   |

### Munzing
| Lage                                         | Objekt                      | Beschreibung | Akten-Nr.              | Bild |
| -------------------------------------------- | --------------------------- | --- | ---------------------- | ---- |
| Munzing 1 (Standort)                         | Hauskapelle und Bibliothek  | Hauskapelle und Bibliothek im Nebengebäude. | D-2-75-122-71 Wikidata | BW   |
| Munzing 2 (Standort)                         | Bauernhaus und Kornspeicher | Bauernhaus eines Vierseithofes, zweigeschossiger, teilweise verschalter Obergeschoss-Blockbau mit vorschießendem Flachsatteldach, Giebelschrot, reich bemalten Balkenköpfen und profilierten Bügen,1. Drittel 18. Jh.; davor Gred mit Treppe und klassizistischem Geländer, um 1840; Nordflügel mit Remise und Traidkasten, Satteldachbau mit offenen Erdgeschoss-Arkaden, 19. Jh. | D-2-75-122-72 Wikidata | BW   |
| an der Straße nach Bad Höhenstadt (Standort) | Bildstock                   | Kapellenbildstock, Flachsatteldachgehäuse mit gefaster Stichbogenöffnung auf Kämpfern, um 1820; unter 1706 gepflanzter Linde. | D-2-75-122-73 Wikidata | BW   |

### Oberirsham
| Lage                     | Objekt                     | Beschreibung | Akten-Nr.              | Bild |
| ------------------------ | -------------------------- | --- | ---------------------- | ---- |
| Oberirsham 8 (Standort)  | Wohnhaus des Vierseithofes | Wohnhaus des Vierseithofes, Teilblockbau, 1. Hälfte 19. Jahrhundert, Dach später; großer Traidkasten mit Schrot, bezeichnet 1840.          | D-2-75-122-75 Wikidata | BW   |
| Oberirsham 10 (Standort) | Wohnhaus des Vierseithofes | Wohnhaus des Vierseithofes, Blockbau, letztes Viertel 18. Jahrhundert, Dach später erhöht; großer Traidkasten mit Schrot, bezeichnet 1785. | D-2-75-122-76 Wikidata | BW   |

### Oberreisching
| Lage                        | Objekt        | Beschreibung | Akten-Nr.              | Bild |
| --------------------------- | ------------- | --- | ---------------------- | ---- |
| Oberreisching 7 (Standort)  | Wohnstallhaus | Giebelgeteiltes, nach Norden erweitertes Wohnstallhaus eines Vierseithofes, mit Flachdach und Schroten mit geschnitzten Säulen, bezeichnet 1818; Südflügel mit Traidkasten und Schrot, 1. Hälfte 19. Jahrhundert | D-2-75-122-77 Wikidata | BW   |
| In Oberreisching (Standort) | Weilerkapelle | neugotisch, mit Dachreiter, um 1890; mit Ausstattung. | D-2-75-122-78 Wikidata | BW   |

### Obersimbach
| Lage                        | Objekt                  | Beschreibung                                                                                  | Akten-Nr.              | Bild |
| --------------------------- | ----------------------- | --------------------------------------------------------------------------------------------- | ---------------------- | ---- |
| Obersimbach 1 (Standort)    | Traidkasten über Remise | Zugehöriger geständerter Traidkasten über Remise, mit seitlichem Schrot, Ende 18. Jahrhundert | D-2-75-122-79 Wikidata | BW   |
| Nähe Obersimbach (Standort) | Wegkapelle              | neugotisch, Ende 19. Jahrhundert                                                              | D-2-75-122-80 Wikidata | BW   |

### Obersulzbach
| Lage                       | Objekt                 | Beschreibung | Akten-Nr.              | Bild           |
| -------------------------- | ---------------------- | --- | ---------------------- | -------------- |
| Obersulzbach 10 (Standort) | Bahnhof Bad Höhenstadt | Bahnhof Bad Höhenstadt, dreiteilige Anlage aus eingeschossigen Bruchsteinbauten, zum Teil mit Halbwalmdächern, die stichbogigen Wandöffnungen mit rot bemalten Backsteinen eingefaßt, 1887/88.     | D-2-75-122-96 Wikidata | weitere Bilder |
| Obersulzbach 17 (Standort) | Stallstadel            | Zugehöriger Stallstadel, zweitenniger und traufständiger Bruchsteinbau mit Schopfwalmdach, verbrettertem Ständerbau–Obergeschoss, Zwerchgauben und Lisenengliederungen in rotem Backstein, 1880–90 | D-2-75-122-114         | BW             |

### Oderer
| Lage                | Objekt                         | Beschreibung | Akten-Nr.              | Bild |
| ------------------- | ------------------------------ | --- | ---------------------- | ---- |
| Oderer 1 (Standort) | Bauernhaus eines Vierseithofes | Typisches Rottaler Bauernhaus eines Vierseithofes, Blockbau, mit Flachdach und Giebelschroten, um 1800; Südflügel mit charakteristischem Traidkasten (profilierte Türstürze, Längsschrot, geschnitzte Säulen), bezeichnet 1800. | D-2-75-122-82 Wikidata | BW   |

### Parzham
| Lage                 | Objekt      | Beschreibung                                                                               | Akten-Nr.              | Bild |
| -------------------- | ----------- | ------------------------------------------------------------------------------------------ | ---------------------- | ---- |
| Parzham 1 (Standort) | Traidkasten | Zugehöriger geständerter Traidkasten mit Steilsatteldach und Schrot, Mitte 19. Jahrhundert | D-2-75-122-83 Wikidata | BW   |

### Pemelöd
| Lage                 | Objekt                     | Beschreibung                                                                        | Akten-Nr.              | Bild |
| -------------------- | -------------------------- | ----------------------------------------------------------------------------------- | ---------------------- | ---- |
| Pemelöd 3 (Standort) | Wohnhaus des Vierseithofes | Wohnhaus des Vierseithofes, Blockbau mit Schrot, Ende 18. Jahrhundert, Dach später. | D-2-75-122-84 Wikidata | BW   |

### Pfalsau
| Lage                              | Objekt      | Beschreibung | Akten-Nr.              | Bild |
| --------------------------------- | ----------- | --- | ---------------------- | ---- |
| In Pfalsau; Pfalsau 11 (Standort) | Dorfkapelle | Ende 19. Jahrhundert; mit Ausstattung.                                                                                         | D-2-75-122-86 Wikidata | BW   |
| Pfalsau 1 (Standort)              | Bauernhaus  | Bauernhaus, stattlicher seitlich verbretterter Obergeschoss-Blockbau mit Giebelschrot, 2. Hälfte 18. Jahrhundert, Dach später. | D-2-75-122-85 Wikidata | BW   |

### Prims
| Lage                               | Objekt  | Beschreibung                                             | Akten-Nr.              | Bild |
| ---------------------------------- | ------- | -------------------------------------------------------- | ---------------------- | ---- |
| Prims 1, beim Einzelhof (Standort) | Kapelle | neugotisch, 3. Viertel 19. Jahrhundert; mit Ausstattung. | D-2-75-122-48 Wikidata | BW   |

### Rehschaln
| Lage                     | Objekt             | Beschreibung | Akten-Nr.              | Bild |
| ------------------------ | ------------------ | --- | ---------------------- | ---- |
| Rehschaln 26 (Standort)  | Katholische Kirche | Bruder-Konrad-Kirche, Saalkirche mit eingezogener, halbrunder Apsis, Flankenturm, Vorzeichen und Sakristei unter Schleppdach, Hausteinmauerwerk, 1937–39 von Anton Brandmeier; mit Ausstattung | D-2-75-122-113         | BW   |
| Rehschaln 96 (Standort)  | Mittertennbau      | Mittertennbau, Blockbau mit Schrot, Ende 18. Jahrhundert, Dach später. | D-2-75-122-88 Wikidata | BW   |
| Rehschaln 145 (Standort) | Einfirsthof        | Einfirsthof, Mittertennbau, Blockbau mit Flachdach und Giebelschrot, 2. Hälfte 18. Jahrhundert                                                                                                 | D-2-75-122-87 Wikidata | BW   |
| Rehschaln 206 (Standort) | Mitterstallbau     | Mitterstallbau, Wohnteil überwiegend offener Blockbau mit Giebelschrot, Mitte 19. Jahrhundert, Dach später.                                                                                    | D-2-75-122-89 Wikidata | BW   |

### Steinhügl
| Lage                    | Objekt                  | Beschreibung                                        | Akten-Nr.              | Bild |
| ----------------------- | ----------------------- | --------------------------------------------------- | ---------------------- | ---- |
| Steinhügl 24 (Standort) | Zugehöriger Traidkasten | Zugehöriger Traidkasten, 2. Viertel 19. Jahrhundert | D-2-75-122-92 Wikidata | BW   |

### Untereichet
| Lage                     | Objekt                   | Beschreibung | Akten-Nr.               | Bild |
| ------------------------ | ------------------------ | --- | ----------------------- | ---- |
| Untereichet 2 (Standort) | Hoftor des Vierseithofes | Hoftor des Vierseithofes; Mauerscheibe mit Durchfahrtsbogen und Durchgang, Blankziegel und Granitsteine, Ende 18. Jahrhundert | D-2-75-122-103 Wikidata | BW   |

### Untersimbach
| Lage                      | Objekt      | Beschreibung | Akten-Nr.              | Bild       |
| ------------------------- | ----------- | --- | ---------------------- | ---------- |
| Untersimbach 3 (Standort) | Vierseithof | Vierseithof; Wohnhaus Blockbau, mit Flachdach, Giebelschroten und Taubenschlägen, viertes Viertel 18. Jahrhundert; ehemaliger Stall mit Getreideboden, Ende 19. Jahrhundert; Stadel und Tenne mit Hausteinmauerwerk, um 1930; Granittrog. | D-2-75-122-94 Wikidata | BW         |
| Spitzöder Feld (Standort) | Wegkapelle  | sog. Spitzöder Kapelle, giebelständiger und polygonal schließender Satteldachbau mit Vorzeichen und Firstkreuz, Ende 19. Jh | D-2-75-122-95 Wikidata | Wegkapelle |

### Voglarn
| Lage                  | Objekt     | Beschreibung | Akten-Nr.              | Bild |
| --------------------- | ---------- | --- | ---------------------- | ---- |
| Voglarn 10 (Standort) | Bauernhaus | Bauernhaus, zweigeschossiger Blockbau mit Giebelschroten und flachgeneigtem Satteldach, teilweise ausgemauert, 3. Viertel 18. Jahrhundert | D-2-75-122-81 Wikidata | BW   |

### Wallham
| Lage                 | Objekt                                                   | Beschreibung                                                                    | Akten-Nr.              | Bild |
| -------------------- | -------------------------------------------------------- | ------------------------------------------------------------------------------- | ---------------------- | ---- |
| Wallham 3 (Standort) | Zugehöriger geständerter Traidkasten mit Steilsatteldach | Zugehöriger geständerter Traidkasten mit Steilsatteldach, Mitte 19. Jahrhundert | D-2-75-122-97 Wikidata | BW   |

### Wartmanning
| Lage                     | Objekt     | Beschreibung                                     | Akten-Nr.              | Bild |
| ------------------------ | ---------- | ------------------------------------------------ | ---------------------- | ---- |
| Wartmanning 3 (Standort) | Bauernhaus | Bauernhaus, Blockbau, 1. Drittel 19. Jahrhundert | D-2-75-122-98 Wikidata | BW   |

### Welln
| Lage               | Objekt               | Beschreibung | Akten-Nr.               | Bild |
| ------------------ | -------------------- | --- | ----------------------- | ---- |
| Welln 1 (Standort) | Wegkapelle Herz-Jesu | Putzbau mit steilem Walmdach und Glasmalereien von Franz Xaver Kurländer, 1947; Holztafel rechts der Kapelle, bemalt, zum Gedenken an die letzte Wallfahrt von Irsham zur ehemaligen Wallfahrtskirche St. Blasius, 1804; Holztafel links der Kapelle, bemalt, mit Darstellungen der Krönung Mariens, diverser Heiliger und der Armen Seelen, 1804; an der Kreisstraße von Fürstenzell nach Ortenburg. | D-2-75-122-105 Wikidata | BW   |

### Wiesenöd
| Lage                  | Objekt | Beschreibung | Akten-Nr.               | Bild |
| --------------------- | ------ | --- | ----------------------- | ---- |
| Wiesenöd 1 (Standort) | Stall  | Stall mit Traidboden, zweigeschossiger Satteldachbau mit stichbogigen Öffnungen und Traufschrot, 2. Hälfte 19. Jahrhundert (Verfahrensstand: Benehmen nicht hergestellt) | D-2-75-122-111 Wikidata | BW   |

### Wimberg
| Lage                  | Objekt                     | Beschreibung                                                                            | Akten-Nr.               | Bild |
| --------------------- | -------------------------- | --------------------------------------------------------------------------------------- | ----------------------- | ---- |
| Wimberg 10 (Standort) | Bauernhaus (Altbau)        | Bauernhaus (Altbau), mit Blockbau-Obergeschoss und Flachdach, 2. Hälfte 18. Jahrhundert | D-2-75-122-100 Wikidata | BW   |
| Wimberg 12 (Standort) | Wohnhaus des Vierseithofes | Wohnhaus des Vierseithofes, Blockbau, 18./19. Jahrhundert                               | D-2-75-122-101 Wikidata | BW   |

### Würfelsdobl
| Lage                     | Objekt                     | Beschreibung | Akten-Nr.               | Bild |
| ------------------------ | -------------------------- | --- | ----------------------- | ---- |
| Würfelsdobl 1 (Standort) | Wohnhaus des Vierseithofes | Wohnhaus des Vierseithofes, mit Blockbau-Obergeschoss und vorstehendem Halbwalmdach, 1. Drittel 19. Jahrhundert | D-2-75-122-102 Wikidata | BW   |

## Ehemalige Baudenkmäler
In diesem Abschnitt sind Objekte aufgeführt, die früher einmal in der Denkmalliste eingetragen waren, jetzt aber nicht mehr. Objekte, die in anderem Zusammenhang also z. B. als Teil eines Baudenkmals weiter eingetragen sind, sollen hier nicht aufgeführt werden. Aktennummern in diesem Abschnitt sind ehemalige, jetzt nicht mehr gültige Aktennummern.

| Lage                                         | Objekt                                 | Beschreibung | Akten-Nr.              | Bild       |
| -------------------------------------------- | -------------------------------------- | --- | ---------------------- | ---------- |
| Fürstenzell Griesbacher Straße 24 (Standort) | Bauernhaus                             | Bauernhaus, Mittertennbau, Blockbau, zum Teil verputzt, mit Schrot, Ende 18. Jahrhundert                                                                   | D-2-75-122-1 Wikidata  | Bauernhaus |
| Fürstenzell Hofmark 8 ? ()                   | Torbogen                               | Torbogen, 18. Jahrhundert, westlich an die Portenkapelle (Passauer Straße 4) anschließend                                                                  | D-2-75-122-3 Wikidata  |            |
| Aumühle (Standort)                           | Sägmühle                               | Bei der ehemaligen Sägmühle Reste eines Wasserrades. | D-2-75-122-15 Wikidata | BW         |
| Ausham 4 (Standort)                          | Zugehöriger Traidkasten                | Zugehöriger Traidkasten mit hofseitigem Schrot, Ende 18. Jahrhundert                                                                                       | D-2-75-122-17 Wikidata | BW         |
| Gföhret 42 (Standort)                        | Kleinbauernhaus                        | Kleinbauernhaus, teilverputzter Blockbau, Anfang 18. Jahrhundert                                                                                           | D-2-75-122-31 Wikidata | BW         |
| Gföhret 52 (Standort)                        | Wohnhaus des Vierseithofes             | Wohnhaus des Vierseithofes, mit seitlichem Schrot, verschaltes Blockbau-Obergeschoss, Anfang 19. Jahrhundert                                               | D-2-75-122-30 Wikidata | BW         |
| Grüntobel 2 (Standort)                       | Bauernhaus eines Dreiseithofes         | Bauernhaus eines Dreiseithofes, Blockbau mit kleinem Traufschrot, 1. Hälfte 19. Jahrhundert, Dach später.                                                  | D-2-75-122-34 Wikidata | BW         |
| Gurlarn 13 (Standort)                        | Kleinhaus                              | Kleinhaus, Blockbau, mit Flachdach und Giebelschrot, 2. Viertel 19. Jahrhundert                                                                            | D-2-75-122-37 Wikidata | BW         |
| Hafering Höhenstädter Feld (Standort)        | Kapelle                                | neubarock, wohl Anfang 20. Jahrhundert | D-2-75-122-39 Wikidata | BW         |
| Holzbach 18 (Standort)                       | Bauernhaus des Vierseithofes           | Bauernhaus des Vierseithofes, mit Flachsatteldach, Blockbau-Obergeschoss, zum Teil verputzt oder verschindelt und mit Schroten, 4. Viertel 18. Jahrhundert | D-2-75-122-47 Wikidata | BW         |
| Irsham 61 (Standort)                         | Ehemals Schul- und Mesnerhaus          | Ehemals Schul- und Mesnerhaus, mit Blockbaugiebel und Schrot, 1. Drittel 19. Jahrhundert                                                                   | D-2-75-122-53 Wikidata | BW         |
| Krottenthal (Standort)                       | Zugehöriger Traidkasten und Durchfahrt | Zugehöriger Traidkasten und Durchfahrt, bezeichnet 1811.                                                                                                   | D-2-75-122-69 Wikidata | BW         |
| Kühloh 1 (Standort)                          | Bauernhaus des Vierseithofes           | Bauernhaus des Vierseithofes, Blockbau, zum Teil ausgemauert, mit Flachdach, Ende 17. Jahrhundert                                                          | D-2-75-122-65 Wikidata | BW         |
| Kühloh 3 (Standort)                          | Kleinbauernhaus (Altbau)               | Kleinbauernhaus (Altbau), Blockbau mit Flachdach, 2. Hälfte 18. Jahrhundert                                                                                | D-2-75-122-66 Wikidata | BW         |
| Kühloh 5 (Standort)                          | Blockbau-Wohnhaus des Vierseithofes    | Blockbau-Wohnhaus des Vierseithofes, im Kern Anfang 19. Jahrhundert, Dach später.                                                                          | D-2-75-122-67 Wikidata | BW         |
| Obereichet 7 (Standort)                      | Traidkasten                            | Zugehöriger geständerter Traidkasten, 1. Hälfte 19. Jahrhundert; im Westflügel.                                                                            | D-2-75-122-74 Wikidata | BW         |
| Rehschaln 193 (Standort)                     | Kleinbauernhaus                        | Kleinbauernhaus mit Blockbau-Obergeschoss, Flachdach und Giebelschrot, 1. Drittel 19. Jahrhundert                                                          | D-2-75-122-90 Wikidata | BW         |
| Scheuereck 11 (Standort)                     | Wohnstallhaus des Dreiseithofes        | Wohnstallhaus des Dreiseithofes, verschindelter und teilweise verbretterter Blockbau, Ende 18. Jahrhundert, Dach später.                                   | D-2-75-122-91 Wikidata | BW         |
| Steinhügl 19 (Standort)                      | Wohnhaus des Dreiseithofes             | Wohnhaus des Dreiseithofes, mit Blockbau-Obergeschoss, Flachdach und Giebelschrot, 1. Drittel 19. Jahrhundert                                              | D-2-75-122-93 Wikidata | BW         |
| Wartmanning 1 (Standort)                     | Wegkapelle                             | giebelständiger Satteldachbau mit offenem Gehäuse und stichbogigem Eingang, Mitte 19. Jahrhundert.                                                         | D-2-75-122-70 Wikidata | Wegkapelle |

## Abgegangene Baudenkmäler
In diesem Abschnitt sind Objekte aufgeführt, die früher einmal in der Denkmalliste eingetragen waren, jetzt aber nicht mehr existieren, z. B. weil sie abgebrochen wurden. Aktennummern in diesem Abschnitt sind ehemalige, jetzt nicht mehr gültige Aktennummern.

| Lage                             | Objekt                     | Beschreibung | Akten-Nr.              | Bild |
| -------------------------------- | -------------------------- | --- | ---------------------- | ---- |
| Fürstenzell Thurnerbauerweg 7 () | Wohnhaus des Dreiseithofes | Wohnhaus des Dreiseithofes, massiv mit Walmdach, profiliertem Stuck- und Traufgesims und Stuckzierat, bezeichnet 1849; überbauter geständerter Traidkasten, Blockbau, Anfang 19. Jahrhundert, Vorbau mit Walmdach, wie Hauptbau. | D-2-75-122-11 Wikidata |      |
| Haunreut Haunreut 1 ()           | Wohnhaus des Vierseithofes | Wohnhaus des Vierseithofes, teilverschindelter Blockbau mit Traufschrot, Anfang 19. Jahrhundert, Dach später. | D-2-75-122-42 Wikidata |      |